# Lijst van afleveringen van Flodder (seizoen 3)
Dit is een lijst van afleveringen van seizoen 3 van de televisiereeks Flodder. De Nederlandse komedieserie die draait om het fictieve asociale gezin Flodder. Gastrollen die ingesprongen staan, staan niet op de aftiteling.
| Nr. | Titel            | Schrijver(s)                                                                    | Regisseur           | Uitzenddatum      |  |
| --- | ---------------- | ------------------------------------------------------------------------------- | ------------------- | ----------------- |  |
| 1 | Klepto ma        | Scenario: Wijo Koek, Verhaal: Dick Maas & Wijo Koek                             | Ine Schenkkan       | 4 september 1995  |  |
| Ma Flodder begint alles in Zonnedael te stelen. |                  |                                                                                 |                     |                   |  |
| 2 | Blufpoker        | Scenario: Wijo Koek, Verhaal: Dick Maas & Wijo Koek                             | Martin Lagestee     | 11 september 1995 |  |
| Johnnie verspeelt bij een pokerspelletje zijn auto. |                  |                                                                                 |                     |                   |  |
| 3 | Op eigen benen   | Wijo Koek                                                                       | Pieter Walther Boer | 18 september 1995 |  |
| De Flodders worden ingehuurd om een aantal diamanten terug te stelen.                                                                                  |                  |                                                                                 |                     |                   |  |
| 4 | De promotie      | Scenario: Wijo Koek, Verhaal: Dick Maas & Wijo Koek                             | Martin Lagestee     | 25 september 1995 |  |
| Sjakie ondergaat assertiviteitstraining en krijgt al snel promotie. Zijn opvolger mag de Flodders echter niet.                                         |                  |                                                                                 |                     |                   |  |
| 5 | De gave          | Scenario: Wijo Koek, Verhaal: Dick Maas & Wijo Koek                             | Pieter Walther Boer | 2 oktober 1995    |  |
| Zoon Kees lijkt de gave te hebben om mensen te genezen.                                                                                                |                  |                                                                                 |                     |                   |  |
| 6 | De hondlanger    | Scenario: Wijo Koek, Verhaal: Dick Maas & Wijo Koek                             | Martin Lagestee     | 9 oktober 1995    |  |
| Het leven van de Flodders wordt eens bekeken door de ogen van hun hond, Whisky.                                                                        |                  |                                                                                 |                     |                   |  |
| 7 | Computerkoorts   | Scenario: Wijo Koek, Verhaal: Dick Maas & Wijo Koek, Naar idee van: Kees Vroege | Hans Scheepmaker    | 16 oktober 1995   |  |
| Henkie krijgt een computer en breekt hiermee in bij de hoofdcomputer van de gemeente. Dit opent voor de Flodders nieuwe perspectieven.                 |                  |                                                                                 |                     |                   |  |
| 8 | Van de wereld    | Wijo Koek                                                                       | Wijo Koek           | 23 oktober 1995   |  |
| Zoon Kees wordt ontvoerd door aliens. Ze laten een dubbelganger van hem op aarde.                                                                      |                  |                                                                                 |                     |                   |  |
| 9 | Laatste eer      | Scenario: Wijo Koek, Verhaal: Dick Maas & Wijo Koek                             | Hans Scheepmaker    | 30 oktober 1995   |  |
| Opa overlijdt tijdens zijn verjaardag. De Flodders proberen nog wat te verdienen aan zijn dood.                                                        |                  |                                                                                 |                     |                   |  |
| 10 | Heerlijk avondje | Scenario: Wijo Koek, Verhaal: Dick Maas & Wijo Koek                             | Martin Lagestee     | 27 november 1995  |  |
| De Flodders komen dankzij Kareltje opgescheept te zitten met een gestolen renpaard. Via het Sinterklaasfeest proberen ze zich van het dier te ontdoen. |                  |                                                                                 |                     |                   |  |

## Klepto ma

### Verhaal
Zonnedael is wederom het slachtoffer van een misdaadgolf. Zelfs op klaarlichte dag wordt alles wat los en vastzit gestolen. Ook binnen het huis van de Flodders verdwijnen spullen.
Ondanks dat de Flodders ook slachtoffer zijn, worden ze toch verdacht. Met name Ma is verdachte in de zaak. In tegenstelling tot de vorige keren, blijkt de politie het ditmaal bij het rechte eind te hebben: de kamer van Ma Flodder puilt uit van de gestolen spullen. De Flodders worden dan ook gearresteerd.
Sjakie komt met het nieuws dat Ma vermoedelijk kleptomaan is en dus onbewust dingen steelt. Voor haar eigen veiligheid mag ze niet meer alleen de straat op. Ze ondergaat ook psychiatrisch onderzoek. Dat leidt tot weinig resultaat, behalve dat Ma ook van de psychiater steelt. Uiteindelijk gaat de kleptomanie plotseling weer over. Waarom wordt niet duidelijk, al was Ma tijdens haar kleptomanie wel gestopt met roken.
De ziekte blijkt echter besmettelijk aangezien daarna zoon Kees opeens begint te stelen…

### Gastrollen
- Lettie Oosthoek – Buurvrouw Neuteboom
- Marloes van den Heuvel – Buurvrouw Vonk
- Jaloe Maat – Secretaresse Marion
- Frans Mulder – Psychiater Tom Scholten
  - Ruud van der Meer – Buurman
  - Ton Pompert – Adjudant
  - Paul Klooté – Agent Mathijsen
  - Kees Scholten – Agent
  - André Castricum – Agent
  - Frans van Oers – Postbode

## Blufpoker

### Verhaal
Johnnie kan normaal goed tegen zijn verlies. Logisch, want hij verliest nooit. Maar dan gaat het een keer helemaal mis. Kees en Johnnie komen in het café tegenover twee valsspelers te staan en verliezen bij een pokerspelletje Johnnies kostbaarste bezit: zijn auto. Dat terwijl Hennie hem net werk als koerier aanbiedt.
Om wraak te nemen, nodigt Johnnie de twee uit in zijn huis voor een revanche. Hij zet zelf de auto van de buren in, die zogenaamd van hem is. Johnnie krijgt hulp uit onverwachte hoek: Opa Flodder blijkt een expert in poker en helpt Johnnie te winnen, door met zijn 'spiegelei' tekens te geven of de tegenstanders wel of niet bluffen.
De twee valsspelers pikken hun verlies niet en eisen de sleutels van de auto die Johnnie had ingezet. Johnnie geeft hun snel de sleutel van Toets dagboek. Verbazingwekkend genoeg krijgen ze de autodeur hier nog mee open ook. Dit blijkt echter onderdeel te zijn van het alarmsysteem van de auto: zodra ze instappen, vergrendelen de deuren en gaat het alarm af.
De volgende dag probeert Johnnie de andere familieleden te overtuigen van Opa's talent en dat ze hier geld mee kunnen verdienen. Opa houdt zich echter van de domme en Ma dwingt Johnnie weer gewoon werk te gaan zoeken bij Hennie.

### Gastrollen
- Lettie Oosthoek – Buurvrouw Neuteboom
- Bert André – Buurman Neuteboom
- Laus Steenbeeke – Hennie
- Porgy Franssen – Pokerspeler Tom
- Felix-Jan Kuypers – Pokerspeler Stan
  - Ronald Beer – Chinese pokerspeler
  - Puck Zwart – Pizzabezorger
  - Natascha Wright – Serveerster
  - Karel van den Bosch – Barman
  - John Buijsman – Aangeschoten man

## Op eigen benen

### Verhaal
Een bende heeft, twee maanden geleden, een grote hoeveelheid diamanten gestolen. Echter, een van de leden heeft de buit achterover gedrukt.
De andere bendeleden willen de stenen graag terug van de verrader Enrico, maar ze hebben nogal uiteenlopende ideeën over hoe dit het beste kan worden aangepakt. Sommige geloven in een 'mannelijke' benadering, anderen in een 'vrouwelijke'. Zo kan het gebeuren dat verschillende leden van de familie Flodder zonder het van elkaar te weten worden ingehuurd om de stenen terug te stelen, uiteraard tegen een grote vergoeding. Het is nu maar afwachten welke methode het beste blijkt te zijn. Dochter Kees infiltreert in het bordeel van Enrico, terwijl Johnnie en zoon Kees gewoon proberen in te breken.
Dochter Kees krijgt het niet makkelijk die avond, want het bordeel wordt bezocht door een groep zeelui en door een enthousiaste klant die al zijn vrienden meeneemt. Bovendien heeft de hoerenmadam Tina iets tegen Kees en heeft ze daarom geregeld dat alle andere dames zich ziek hebben gemeld. Kees slaagt er desondanks in om de diamanten uit de kluis te stelen. Kort daarna stelen Johnnie en Kees dus de verkeerde koffer. Zodoende ontvangt dochter Kees een goede beloning van Hennie, terwijl Johnnie en Kees niets krijgen van hun teleurgestelde klant.

### Gastrollen
- Laus Steenbeeke – Hennie
- Ben Cramer – Enrico
- Herman Egbers – L.J.
- Trudy de Jong – Tina
- Karel van den Bosch – Barman
- Peter Hoeksema – Harry
- Yolanda Germain – Tammy
- Jan Pontier – Man
- Jack Veenhoven – Zakenman

## De promotie

### Verhaal
Buurman Neuteboom bestelt per post een doe-het-zelf assertiviteitstraining. Het lijkt te werken daar hij opeens op durft te komen tegen zijn vrouw.
Het cassettebandje met de cursus erop belandt echter per ongeluk in handen van Sjakie. Sjakie krijgt kort daarop een botsing en terwijl hij bewusteloos in zijn auto ligt, wordt het bandje afgespeeld. Deze combinatie heeft een uniek effect op Sjakie: hij verandert opeens in een keurig geklede ambtenaar die goed weet wat hij wil. Het duurt dan ook niet lang voordat hij promotie maakt. Voor de Flodders is dit een ramp, want daar waar Sjakie hun altijd de hand boven het hoofd hield, wil zijn opvolger bij de gemeente, Gijs Raedemaker, zo snel mogelijk van ze af.
De Flodders gaan uiteindelijk over op drastische middelen. Ze verstoppen een lading drugs in Sjakies koffertje wanneer hij een grote toespraak moet houden over drugsbestrijding. Bij het zien van deze drugs (die later gewoon zelfrijzend bakmeel blijken te zijn) schrikt Sjakie dermate dat hij al zijn assertiviteitstrainingen vergeet en weer de oude wordt. Zijn promotie wordt teruggedraaid. In zijn oude functie is het eerste wat hij doet het afblazen van de, ondertussen in gang gezette, verplaatsing van de Flodders uit Zonnedael.

### Gastrollen
- Lettie Oosthoek – Buurvrouw Neuteboom
- Bert André – Buurman Neuteboom
- Edmond Classen – Wethouder
- Wil van der Meer – Meneer Ruitenberg
  - Roelant Radier – Huurophaler
  - René De Wit – Huurophaler
  - Anouk Boersma – Overbuurvrouw
  - Joep Dorren – Overbuurman
  - Irinda Swart – Overbuurmeisje
  - Sylvia de Vries – Secretaresse
  - Matthijs Dijkstra – Activist
  - Jan Doense – Activist
  - Piet Hein Slot – Bestuurder
  - Tim Meeuws – Garageman
  - Ferry Kaljee – Gijs Raedemaker
  - Duck Jetten – Marja
  - Jacob Dijkstra – Ambtenaar

## De gave

### Verhaal
Kees en Johnnie botsen door hun roekeloze rijden per ongeluk een lijkauto van de weg, waarna deze plots zijn kist verliest. Er vallen geen gewonden. Sterker nog: de man in de doodskist staat plotseling op en blijkt nog springlevend. Kees en Johnnie weten niet dat de man in de kist mogelijk slachtoffer geworden van een mislukte moordaanslag.
Dit leidt ertoe dat iedereen denkt dat zoon Kees over de bovennatuurlijke gave beschikt om mensen te genezen. Prompt wordt het huis van de Flodders een soort bedevaartsoord voor zieken en gewonden die allemaal de 'magische genezing' van Kees willen ondergaan.
In werkelijkheid beschikt Kees helemaal niet over speciale gaven. De geruchten worden echter versterkt als Hennie de Flodders bezoekt om illegale horloges af te leveren, waarbij hij zich vermomt als een man in een rolstoel, maar even later weer gewoon naar buiten loopt.
De zaak loopt echter ernstig uit de hand: de tuin zit vol zieken en gewonden, die niet willen vertrekken. De politie wil ook niet helpen met het verwijderen van de ongewenste bezoekers, maar dreigt aan Johnnie om hem juist een boete uit te delen wegens het illegaal uitoefenen van alternatieve geneeswijzen. Johnnie komt op een idee: hij laat de kapot gevallen illegale horloges door Kees instralen, waarna hij ze uitdeelt aan de bezoekers. Zo komt hij in één keer van de zieken en de onbruikbare lading af. De vreugde duurt echter kort, want al snel komt er een nieuwe bus met zieken. Hennie biedt aan om een acteur te regelen, die zal doen alsof hij na een instraling van Kees juist een hartaanval krijgt. De Flodders voeren dit plan uit, met succes: alle bedevaartsgangers vertrekken terstond. De getroffen man blijkt echter niet de ingehuurde acteur, maar iemand die echt een hartaanval kreeg.

### Gastrollen
- Lettie Oosthoek – Buurvrouw Neuteboom
- Bert André – Buurman Neuteboom
- Laus Steenbeeke – Hennie
- Kees Prins – Man met migraine
- Martin Brozius – Kreupele man
  - Han Oldigs – Doodgraver
  - Felix-Jan Kuypers – Doodgraver
  - Cees van Oyen – Toneelman
  - Geert Lageveen – Agent
  - Jan Ad Adolfsen – Agent
  - Tom Stobbelaar – 'Lijk' / man in kist
  - Flip Heeneman – Omstander
  - Alouette Boelen – Omstander
  - Lieneke le Roux – Vrouw van man met migraine
  - Wil Reijn – Bedevaartganger
  - Jan Verhoeven – Bedevaartganger
  - Emile van Dulken – Bedevaartganger
  - Piet Hein Slot – Bedevaartganger
  - Petra van Hartskamp – Agente
  - Ton Pompert – Agent Dijkstra

## De hondlanger

### Verhaal
Deze aflevering draait geheel om Whisky, de hond van de Flodders. Voor het eerst krijgt het publiek te zien en te horen wat Whisky zoal doet en denkt.
Aan het begin van de aflevering wordt Whisky door Johnnie vastgebonden aan een boom achtergelaten in het bos, zogenaamd omdat hij het nu echt te bont heeft gemaakt. Terwijl Johnnie wegrijdt, blikt Whisky terug op de gebeurtenissen van die dag.
Zo voorkwam hij een aanslag op de Flodders door de brandbommen, waarmee enkele buurtbewoners hun huis wilden bestoken, vroegtijdig te doen ontbranden en voorkwam dat Ma Flodder werd betrapt op illegale whiskystokerij door snel de whisky weg te werken. De familie begreep hem verkeerd.
Aan het eind van de aflevering kan Johnnie het toch niet over zijn hart verkrijgen om Whisky achter te laten en komt hem weer halen. Dat is maar goed ook, want Johnnie kent de weg niet in het bos en zonder Whisky zou hij hopeloos verdwalen.

### Gastrollen
- Boef van de Vianahoeve – Whisky
- Rob van Hulst – Agent
- Paula Majoor – Buurvrouw
- Frits Lambrechts – Verzekeringsman
  - Coen van Vrijberghe de Coningh – Stem Whisky
  - Erik Arens – Tennisjongen #1
  - Matthijs van Baarsel – Tennisjongen #2
  - Arthur Japin – Buurman #1
  - Eric Beekes – Buurman #2
  - Jan Ad Adolfsen – Agent
  - Frans van Oers – Postbode

### Trivia
- In deze aflevering wordt onthuld dat Whisky oorspronkelijk een waakhond was in een pakhuis. Toen Johnnie en Kees inbraken in dit pakhuis, leidden ze Whisky af met wat voer. Deze was daar zo van onder de indruk dat hij met de twee meeging.

## Computerkoorts

### Verhaal
Henkie Flodder heeft een nieuw speeltje: een computer. En hij blijkt er een expert mee te zijn. Zo weet hij in te breken in de hoofdcomputer van de gemeente. Op deze manier kan hij via de gemeentecomputer de Flodders helpen. Hij werkt hun schulden weg en voert allerlei 'gemeentebeslissingen' uit. Zo laat hij in Zonnedael een bushalte, een brievenbus en verkeerslichten voor het huis van de Flodders installeren. De Flodders krijgen bovendien een voorrangsregeling toegewezen, zodat zij zelf de verkeerslichten kunnen bedienen.
De gemeente ruikt al snel onraad en laat Sjakie de boel uitzoeken. Om hem zwijgende te houden geeft Henkie Sjakie een grote salarisverhoging, in de hoop dat hij ervan op vakantie gaat. Al snel stelt de FIOD een onderzoek in, waarbij de wethouder zelfs gearresteerd wordt.
Uiteindelijk komt men er bij de gemeente achter dat de hoofdcomputer is gehackt. Om te voorkomen dat de gemeente het spoor van de dader terug kan volgen naar de Flodders, maken Johnnie en zijn broer Kees met een enorme magneet de hoofdcomputer onklaar. De Flodders zijn zo onvindbaar. Wel wordt een back-up gevonden, waarna alle gemeentebeslissingen van de afgelopen paar dagen teruggedraaid worden. Dit tot onvrede van Sjakie, die daardoor zijn topsalaris weer kwijt is, net nadat hij de openstaande parkeerboetes van Johnnie (3380 gulden) uit vrijgevigheid heeft betaald.

### Gastrollen
- Lettie Oosthoek – Buurvrouw Neuteboom
- Edmond Classen – Wethouder
- Peter Bolhuis – Opzichter
- Patty Pontier – Verslaggeefster
  - Bennie den Haan – Motoragent
  - Guido Jonckers – Agent
  - Olga van Weelie – Agent
  - Inge Beekman – Buurvrouw
  - Jan Struiksma – Buurman
  - Valentijn Ouwens – Systeembeheerder
  - Biellie Dee Lewis – Koffiejuffrouw
  - Ed Gumbs – Gemeentewerker
  - Jet de Jong – Inspecteur Fiod
  - Ruud van der Meer – Overbuurman

## Van de wereld

### Verhaal
Een misdaadsyndicaat plant de roof van een kluis. Ze hebben hiervoor een snelle vluchtauto met chauffeur nodig. Daarom is Johnnie bezig zijn auto op te voeren.
Ondertussen brengen buitenaardse wezens een bezoek aan Zonnedael en ontvoeren zoon Kees. Ze willen hem gebruiken voor een paar experimenten. Om te zorgen dat niemand hem mist, laten ze een dubbelganger van hem achter.
Deze dubbelganger spreekt geen woord, maar is een stuk handiger dan Kees. Hij geeft intelligente aanwijzingen voor de roof en zelfs de vrouwen vallen voor hem. Hij repareert de auto van buurman Neuteboom. Hij overtreft Johnnie in bijna alles. Dit tot Johnnies grote ongenoegen.
Uiteindelijk weet Kees te ontsnappen aan zijn ontvoerders. Hij keert terug naar huis en confronteert de dubbelganger, die echter veel sterker is dan hij. Gelukkig nemen de aliens de dubbelganger weer mee en vertrekken. Niemand van de Flodders heeft gemerkt wat er werkelijk met Kees is gebeurd. 
De volgende dag bedankt buurman Neuteboom Kees voor het repareren van zijn auto. Als hij wegrijdt, blijkt de auto zelfs te kunnen vliegen. Hierop vraagt Johnnie aan Kees of hij ook even naar zijn auto wil kijken. Aangezien dit normaal gesproken ondenkbaar is, want zijn auto is heilig voor hem, weet Kees niet wat hij meemaakt.

### Gastrollen
- Bert André – Buurman Neuteboom
- Joop Keesmaat – Alien
- Emile Elling – Alien
- Paul Marinus – (onbekend)
  - Laus Steenbeeke – Hennie
  - Marcel Faber – Tony van Rijnhoven
  - Han Oldigs – Technische man
  - Ellen ten Damme – Mascha
  - Wendy van Dijk – Vriendin Kees
  - Chantal van Eyck – Vriendin Kees
  - Kriz Blanken – Stand in zoon Kees
  - Esther Scheldwacht – Meisje
  - Patrick Rijnders – Man in het café

## Laatste eer

### Verhaal
Opa Flodder is jarig en ondanks dat hij normaal als vuil wordt behandeld, zetten de Flodders hem nu eens goed in het zonnetje. Johnnie en zoon Kees regelen zelfs een stripteasedanseres. Dan gaat het echter mis: Opa raakt zo opgewonden door de danseres dat hij schijnbaar overlijdt aan de gevolgen.
Dit stelt de Flodders voor een probleem: ze kunnen Opa best missen, maar ze hebben geen geld voor de begrafenis. Om aan geld te komen proberen ze te doen alsof Opa’s dood door iemand is veroorzaakt zodat ze een hoop geld kunnen eisen. Zo stoppen ze rattengif in de zalmsalade en stoppen ze dat daarna in Opa's mond, zodat het lijkt alsof Opa door nalatigheid van de lokale visboer om het leven is gekomen. Dit mislukt echter op dramatische wijze: de visboer blijkt mentaal op instorten te staan, zodat hij zich na het verhaal door het hoofd schiet. Daarna duwen Johnnie en Kees Opa met rolstoel en al voor een auto om te doen alsof een aanrijding hem fataal is geworden, om schadevergoeding te kunnen eisen. Dit mislukt ook, omdat ze op het idee komen om het nog een keer te doen en de tweede auto door dezelfde man bestuurd blijkt te worden. Uiteindelijk besluiten ze om Opa gewoon op het spoor achter te laten, zodat een trein hem zal overrijden. Johnnie houdt hierbij nog een afscheidstoespraak.
Als Johnnie en Kees thuiskomen treffen ze daar Sjakie aan, die door de commissaris van de Koningin is aangesteld om Opa een speciaal cadeau te geven. Opa zou de eerste Nederlandse treinstoker geweest zijn en krijgt daarom twee onderscheidingen, een gouden plak, een dagje uit naar Het Spoorwegmuseum en een gouden handdruk. Vooral in de gouden plak en de gouden handdruk zijn de Flodders wel geïnteresseerd, maar Sjakie mag dit alles alleen aan Opa overhandigen. Als ze onthullen dat hij bij het spoor is achtergebleven vertelt Sjakie dat er een treinstaking is. Uiteindelijk blijkt Opa zelfs helemaal niet dood te zijn, als twee voorbijgangers hem terugbrengen. Opa neemt de onderscheidingen dankbaar aan, maar niet voordat hij alle zalmsalade op Sjakies tas weer uitspuugt en Johnnie en Kees met zijn enorme gouden plak neerslaat.

### Gastrollen
- Diana van Laar – Stripteaseuse
- Hans Leendertse – Visboer
- Wim van den Heuvel – Man met auto
- Gert Jan Louwe – Voorbijganger

## Heerlijk avondje

### Verhaal
Deze aflevering speelt zich af rond 5 december. Kareltje vraagt Johnnie om tegen forse betaling iemand een nachtje door te laten brengen in zijn huis. Johnnie twijfelt eerst omdat hij slechte ervaringen heeft met de gasten die Kareltje hem aansmeert, maar als hij hoort dat het om een 'zij' gaat, gaat hij akkoord.
'Zij' is geen mens maar een paard, een gestolen renpaard om precies te zijn. Het dier zal de volgende dag door iemand worden opgehaald. De man die het paard zou komen halen, wordt echter gearresteerd. De Flodders zitten nu met een gestolen paard in huis.
Wanneer Sjakie langskomt en vraagt of Johnnie en zoon Kees mee willen werken aan een sinterklaasintocht zien de Flodders uitkomst. Ze verven het paard wit en laten het doorgaan voor het paard van Sinterklaas. Daarna gaan ze verkleed als Zwarte Pieten mee met Sjakie. Ze kijken echter niet uit waar ze hun snoepgoed strooien en zo ontstaan bijna een paar ongelukken. Vanwege dit gevaarlijke gedrag wordt Sjakie gearresteerd. Het paard slaat op hol, en komt terecht op een renbaan waar net een paardenrace aan de gang is. Daar wint het de race. In het ziekenhuis geven de Flodders Sjakie een sinterklaascadeautje: de mest van het paard.

### Gastrollen
- Miguel Stigter – Kareltje
- Jan Pontier – Cafébaas Bert
- Geert Lageveen – Agent
  - Shannon Heuer – Kind
  - Bastiaan Visser – Kind
  - Allard Schenkkan – Kind
  - Lisa de Weers – Kind
  - Kelly Lee van Gilst – Kind
  - Dana Dool – Moeder
  - Joke van Laar – Moeder
  - Olga van Weelie – Moeder
  - Nol Struvel – Wijkagent
  - Marcel de Vrije – Agent
  - Henry Kalb – Staljongen Danny B.
  - Ton van der Velden – Arts

### Trivia
- Deze aflevering is opgenomen tijdens de opnames van de derde speelfilm, Flodder 3.
- Hoewel het verhaal in december speelt, zijn de bomen en struiken nog helemaal groen.
- Stefan de Walle, die zoon Kees speelt, speelt sinds 2011 zelf Sinterklaas in het Sinterklaasjournaal en de landelijke intocht.